# Andrés Pérez de Ribas
Andrés Pérez de Ribas, né à Cordoue (Espagne) en 1576 et décédé à Mexico le 26 mars 1655, est prêtre jésuite espagnol, missionnaire en Nouvelle-Espagne (Mexique). Il est particulierement actif parmi les populations indigènes du Mexique nord-occidental.

## Biographie
Entré dans la Compagnie de Jésus en 1602, il est envoyé en mission auprès des Amérindiens de Nouvelle-Espagne, les Ahomes et Zuaques (es) dans la province de Sinaloa au Mexique, mission qu'il accomplit à merveille. Il est considéré comme le fondateur de la ville d'Ahome.
Revenu de Rome où il participa, en 1615, à l'élection du Supérieur général de l'Ordre il évangélise en 1617 les Yaquis de la province de Sonora et en obtient de nombreuses conversions.
En 1620 il est nommé Supérieur Provincial des Jésuites de Nouvelle-Espagne où il passe le reste de sa vie, occupant diverses charges de gouvernement religieux: recteur de collège, maitre des novices, etc. Son œuvre Historia de los triunfos... est importante pour l'historio-ethnographie des régions nord-occidentales du Mexique. Il y montre une grande sympathie pour les populations indigènes.

## Écrits
- Historia de los triunfos de nuestra santa fe entre las gentes más bárbaras y fieras del nuevo orbe: conseguidos por los soldados de la milicia de la Compañía de Jesús en las misiones de la Nueva España (1616-1618)